# Puppet Master: The Littlest Reich
Série
Puppet Master: Axis Termination
(2017) Puppet Master: Doktor Death
(2022)
Pour plus de détails, voir Fiche technique et Distribution.
Puppet Master: The Littlest Reich est un film américano-britannique réalisé par Tommy Wiklund et Sonny Laguna, sorti en 2018. Il s'agit d'un reboot du film Puppet Master sorti en 1989.

## Synopsis
Un réfugié de la Seconde Guerre mondiale nommé Monsieur Toulon crée des poupées vivantes.

## Fiche technique
Sauf indication contraire, les informations mentionnées dans cette section peuvent être confirmées par les bases de données cinématographiques IMDb et Allociné,  présentes dans la section « Liens externes ».
- Titre original et français : Puppet Master: The Littlest Reich
- Réalisation : Tommy Wiklund et Sonny Laguna
- Scénario :  S. Craig Zahler[4]
- Production : Dallas Sonnier[5]
- Sociétés de production : Cinestate[6]
- Société de distribution : RLJE Films (États-Unis)
- Musique : Fabio Frizzi[7] / Richard Band[8]
- Pays d'origine :  États-Unis /  Royaume-Uni[9]
- Format : Couleurs
- Langue : anglais
- Genre : horreur / fantastique / comédie horrifique
- Budget : 643,614 de dollars américain[10]
- Durée : 90 minutes[11]
- Dates de sortie : 
  - États-Unis : 20 avril 2018 (The Overlook Film Festival)[12] / 4 mai 2018 (Dallas International Film Festival)  / 17 août 2018[13] (en VàD) / 25 septembre 2018 (en vidéo) 
  - Royaume-Uni : 8 juillet 2019[14]
  - France : 8 décembre 2018[15] (Paris International Fantastic Film Festival 2018) / 27 juin 2019 (en vidéo)[16]
- Interdit aux moins de 12 ans

## Distribution
- Thomas Lennon : Edgar Easton
- Jenny Pellicer : Ashley Summers
- Nelson Franklin : Markowitz
- Kennedy Summers : Goldie
- Charlyne Yi : Nerissa
- Michael Paré : Détective Brown
- Alex Beh : Howie
- Matthias Hues : Strommelson
- Skeeta Jenkins : Cuddly Bear
- Barbara Crampton : Carol Doreski
- Udo Kier : André Toulon
- Serafin Falcon : Richard
- David Burkhart : Brian

## Tournage
Le tournage s'est déroulé à Dallas du 17 mars au 17 avril 2017

## Accueil
Le film recense un score de 70 % sur 46 critiques sur le site de Rotten Tomatoes. Sur Metacritic, il obtient la note moyenne de 52/100 basée sur 13 critiques collectées.

## Récompense
Le film a reçu le Grand Prix du Festival international du film fantastique de Gérardmer 2019,.